# Malintzin
Malintzin (o Malintzi), més coneguda amb el nom castellanitzat La Malinche (Malintxe) o Doña Marina, va ser una dona ameríndia. Probablement va ser nahua. Va acompanyar a Hernan Cortés, amb un paper molt important en la conquesta de Mèxic, com a traductora, consellera i intermediària. Va ser amant de Cortés, amb el qual va tenir un fill, considerat el primer mestís a Mèxic.
En retrospectiva, Malintzi té un paper conflictiu, considerada com a dona poderosa i alhora la víctima per excel·lència. Per altres historiadors, és el símbol de la mare del nou poble que sorgiria arran de la conquista i el mestissatge a Mèxic.

## Història

### Orígens
No hi ha prou informació sobre la vida d'aquesta dona abans de l'arribada dels espanyols. Les úniques fonts sobre la seva vida provenen dels registres dels conquistadors: Andrés de Tapia, Gómara (el biògraf oficial de Cortés) i de Bernal Díaz del Castillo. D'acord amb Díaz del Castillo, Malintzi va ser filla primogènita del senyor de Paynala (avui dia la ciutat de Coatzacoalcos, a l'estat de Veracruz), aleshores una regió fronterera entre els dominis de l'Imperi Asteca i dels pobles tributaris maies del Yucatán. Els seus pares es casarien per segona vegada; en convertir-se en una fillastra incòmoda, va ser venuda als traficants d'esclaus maies de Xiacalango, una ciutat comercial important del sud sobre la costa est. Díaz diu, en les seves cròniques, que la família de Malintzi va fingir la seva mort. Amb el temps va ser venuda un altre cop, i va ser portada a Potontxan (que es trobava al territori que avui dia conforma l'estat de Tabasco), on van trobar-la els espanyols.

### La conquesta de Mèxic
Malintzin va ser regalada com a esclava sexual pel txontal maia de Potontxan als hispans l'abril de 1519 com a part d'un grup de vint esclaves. No se sap quina era la seva edat. Els registres dels conquistadors suposen que tenia poc més de vint anys, i que era molt bella. Els hispànics la van anomenar "Marina". Per la seva bellesa, Cortés havia decidit "obsequiar-la" a Alonzo Hernando Puertocarrero, un dels membres més reconeguts de l'expedició. Però, Puertocarrero va ser enviat cap a Espanya com a emissari de Cortés davant Carles I, i Cortés va decidir que ella era massa bella i que havia de romandre amb ell.
Al cap d'unes setmanes, d'acord amb les cròniques hispàniques i algunes cròniques indígenes, Marina s'havia convertit en traductora del nàhuatl al maia, una llengua que comprenia el sacerdot hispànic Gerómino de Aguilar, ja que havia viscut molts anys entre el poble maia (molt abans de l'arribada de Cortés), després del naufragi d'un vaixell hispànic a la costa de Yucatán. Aquell mateix any, els hispànics van arribar a Tenochtitlan, on van viure com a convidats del hueyi tlaotan o emperador asteca. Marina ja havia après prou castellà per traduir directament del nàhuatl. No obstant això, com que el poble de la Malinche estava sotmès a la voluntat dels asteques, la Malinche va decidir traduir i aconsellar afavorint les aliances dels hispànics amb alguns pobles indígenes. Aquesta pobles els ajudaren a enderrocar l'Imperi Asteca.
Tot i que la Malinche té un paper molt important, no apareix en els manuals de text espanyols ni se li dona la importància que té entre els mexicans. Per aquests, la Malinche els resulta una vergonya i traïció mentre que, per als espanyols, des del punt de vista eurocentrista que hi ha als manuals de text, es vol donar a entendre que la conquesta d'Amèrica va ser un acte de valentia i astúcia dels espanyols.

### Després de la conquesta
Després de la caiguda de Tenochtitlan el 1521, i el naixement del seu fill, Don Martín Cortés, les cròniques no esmenten res sobre la seva vida fins al 1524, quan es convertiria en la traductora durant l'expedició de Cortés cap a Hondures, la qual cosa suggereix que coneixia diversos dialectes de la llengua maia, a més del txontal i el yucatec. Malintzin va casar-se amb Juan Jaramillo, amb qui tindria una filla. No hi ha cap registre de la seva vida després d'aquest any, i fins i tot, no es coneix l'any de la seva mort. Algunes fonts indiquen que va morir el 1529 i d'altres el 1551.

## El nom

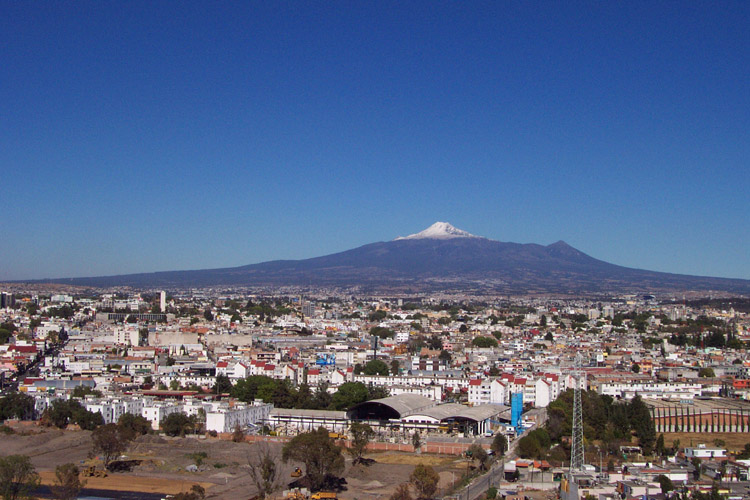
El volcà La Malinche i la ciutat de Puebla

No se sap quin va ser el seu nom original. Després que les vint esclaves fossin ofertes a Cortés, ell va demanar que fossin batejades, i ella va rebre el nom cristià de Marina. Els registres indiquen que els nahues li deien "Malintzin", la qual cosa podria ser una pronunciació nàhuatl de Marina, "Malin", i la terminació de reverència "tzin". Malinche, el nom amb el qual és coneguda en castellà a Mèxic, és una castellanització de Malintzin.
Avui dia, un volcà inactiu del centre de Mèxic, a prop de la ciutat de Puebla de Zaragoza, es diu "La Malinche" (Matlatcueitl) en honor seu.
A Mèxic utilitzen el terme col·loquial "malinche" per a referir-se a la preferència prestigiosa de tot allò estranger abans que allò propi o autòcton del país. Per altra banda, també s'utilitza la terminologia "hijo de la chingada" com un insult que fa referència a la Malinche fent veure, d'una forma indirecta, que aquesta va ser la culpable de la colonització d'Amèrica.